# Tongling Nonferrous Metals
Tongling Nonferrous Metals est une entreprise minière chinoise. Elle est notamment un important producteur et raffineur de cuivre.